# Галичская городская община
Галичская городская общи́на (укр. Галицька міська громада) — территориальная община в Ивано-Франковском районе Ивано-Франковской области Украины.
Административный центр — город Галич.
Население составляет 19631 человек. Площадь — 244,4 км².

## Населённые пункты
В состав общины входят 1 город (Галич) и 25 сёл:
- Блюдники
- Брынь
- Высочанка
- Викторов
- Анновцы
- Демешковцы
- Дорогов
- Залуква
- Козина
- Колодиев
- Комаров
- Крылос
- Курипов
- Медыня
- Немшин
- Остров
- Перловцы
- Поплавники
- Приднестровье
- Пукасовцы
- Сапогов
- Сокол
- Субботов
- Темировцы
- Шевченково